# Mathias Schmid (Maler)

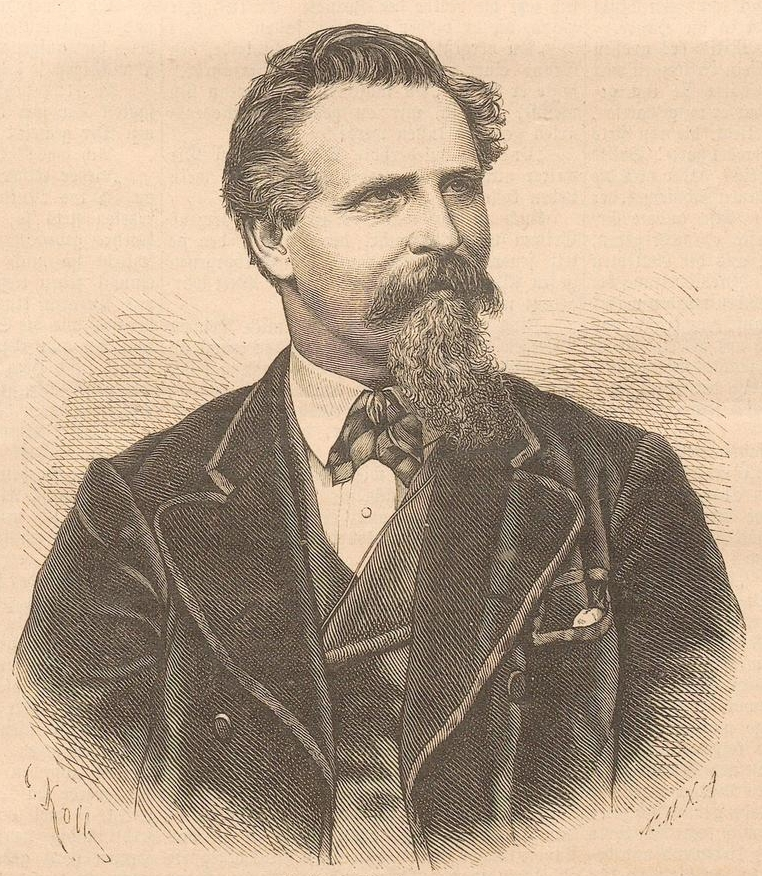
Bildnis Mathias Schmid
Beilage zum Darmstädter Tagblatt, Nr. 6/1891

Mathias Schmid (* 14. November 1835 in See im Paznaun; † 22. Jänner 1923 in München) war ein österreichischer Maler.

## Leben

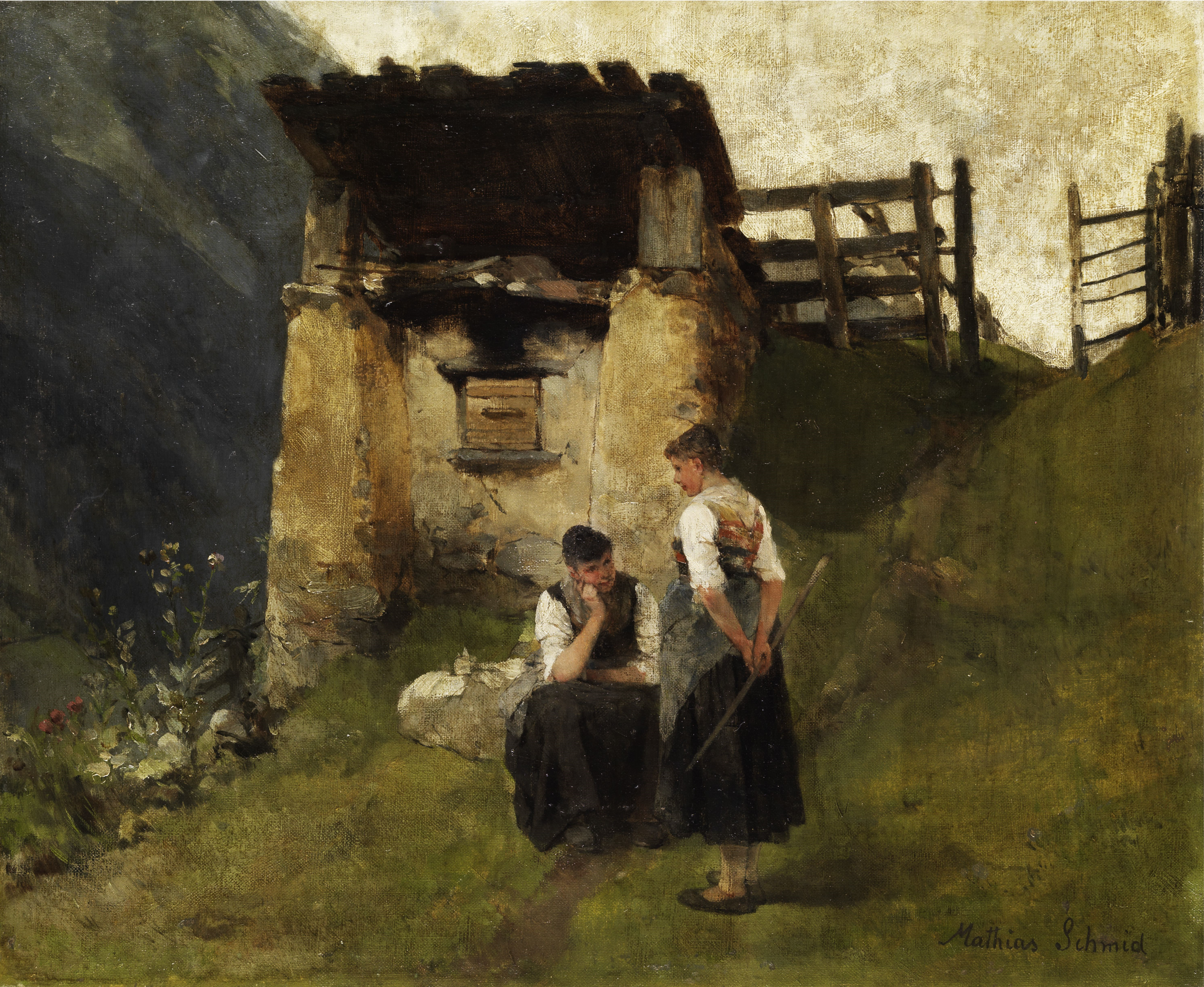
Mathias Schmid: Bauernmädchen an einem Köhlerofen

Mathias Schmid wuchs in See im Paznaun auf und machte eine Lehre bei einem sogenannten „Tuifelemaler“ in Tarrenz. „Tuifelemaler“ stellten Taferln (=Bildstöcke), Martlern, kleine Andachtsbilder her, fassten aber auch Skulpturen. Sie waren also im Bereich der religiösen Volkskunst tätig. Nach Absolvierung dieser Lehre wollte Mathias Schmid Malerei an der Akademie studieren.
Er ging 1853 nach München, arbeitete dort allerdings zunächst in der Mayer’schen Kunstanstalt, die sich auf die Produktion religiöser Plastik spezialisiert hatte. Dort war er vermutlich als Vergolder tätig. Ab 1855 studierte er an der Akademie der bildenden Künste religiöse Historienmalerei. Seine Lehrer waren u. a. Johann Georg Hiltensperger, Hermann Anschütz und Johann von Schraudolph. Mit seiner religiösen Malerei im Stil der Nazarener hatte er jedoch nur wenig Erfolg. Zwar erhielt er einige Aufträge, wie 1861 die malerische Ausgestaltung des Grabmales der Familie Adam am Westfriedhof in Innsbruck, doch größere Aufträge blieben aus. Der Auftraggeber, der spätere Innsbrucker Bürgermeister Karl Adam, war einer der ersten Förderer von Mathias Schmid. Daneben malte Schmid auch Genrebilder, die vor allem als Zeichnungen größeren Anklang fanden. Schmid stellte darin seine Tiroler Landsleute in humoristischer Form dar, was bei deutschen illustrierten Zeitungen auf Gefallen stieß. Dabei zu nennen ist die Zeitschrift „Die Gartenlaube“, deren Redaktion seine Zeichnungen bestellte und veröffentlichte sowie später auch Stiche von seinen Gemälden reproduzierte.
Schmid hielt sich zu dieser Zeit abwechselnd in München und Tirol auf. 1867 übersiedelte er nach Salzburg und heiratete die aus München stammende Rosalia Jakobina Späth. Aus dieser Ehe gingen zwei Kinder hervor, Tochter Rosalia (1868–1958) und Sohn Karl (* 1869).
Nachdem der Feldkircher Fabrikant Josef Andreas Ritter von Tschavoll Mathias Schmid für die bildliche Darstellung seiner Besteigung des Piz Buin 1866 engagiert und ihm anschließend einen großen Auftrag zur Ausgestaltung eines Salons in seiner Sommerresidenz mit Landschaftsdarstellungen und Sagenbildern erteilt hatte, übersiedelte Schmid von Salzburg zurück nach München. Dort trat er auf den Rat seines Freundes Franz von Defreggers 1869 in die Malschule des Carl Theodor von Piloty ein. Unter Pilotys Anleitung vollzog Mathias Schmid einen Stilwechsel hin zum Realismus. Mit Bildern, die er 1873 bei der Weltausstellung in Wien zeigte, wie „Karrenzieher“, „Beichtzettelablieferung“ und „Sittenrichter“ gelang ihm schließlich der künstlerische Durchbruch. Besonders in Deutschland fanden seine Bilder ein großes Publikum, weniger im katholisch geprägten Österreich. Denn Schmid stellte in seinen Bildern häufig die sittlichen Verhältnisse seiner Heimat in einer kritischen Form dar. Ludwig Steub schrieb über die veränderte Motivik und den Stil von Mathias Schmid in seinem bekannten Text über „Drei Maler aus Tirol“ 1873: „Uebrigens sieht man, daß Herr Schmid das kirchliche Gebiet, für welches sein Pinsel ursprünglich bestimmt war, durchaus nicht aufgegeben hat, sondern es jetzt nur von einer anderen, realistischen Seite auffaßt. Er will jetzt weniger erbauen als belehren.“ Durch den Erfolg konnte sich Schmid in München 1878 in der Nymphenburger Straße eine Villa bauen. Geplant wurde sie von dem aus Graz stammenden Architekten Georg von Hauberrisser.
Neben den ab den 1880er Jahren gemalten Genreszenen entstanden einige Landschaftsbilder, bei denen schroffe Felsen und steile Wände bildfüllend realistisch in Szene gesetzt wurden. Sie zählen, so Sybille Moser-Ernst, zu den Besonderheiten im Œuvre des Mathias Schmid.

## Referenzen und Ehrungen
Meyers Konversationslexikon von 1888 urteilt über ihn: „Mit Tiefe und Wahrheit der Charakteristik verbindet er große Anmut der Formengebung und ein weiches, zartes Kolorit.“
Unter anderem wurde Mathias Schmid der Titel königlicher Professor verliehen.
In Ischgl im Paznaun gibt es ein in privatem Besitz befindliches Mathias-Schmid-Museum und anlässlich seines 150. Geburtstages wurde 1985 ein Mathias-Schmid-Kunstlehrpfad angelegt, an welchem in regelmäßigem Turnus Bildtafeln mit Gemäldekopien ausgestellt werden.
Im Münchener Stadtbezirk Ramersdorf-Perlach wurde der Mathias-Schmid-Weg nach ihm benannt.

## Werke (Auswahl)
- Drei Frauen am Grabe Christi (1861, Wandmalerei für die Adam'sche Grabstätte am Westfriedhof, Innsbruck)
- Italienische Bilderhändler, 1867, Nationalgalerie Prag

- Beichtzettelablieferung (1873, Szépművészeti Múzeum, Budapest)

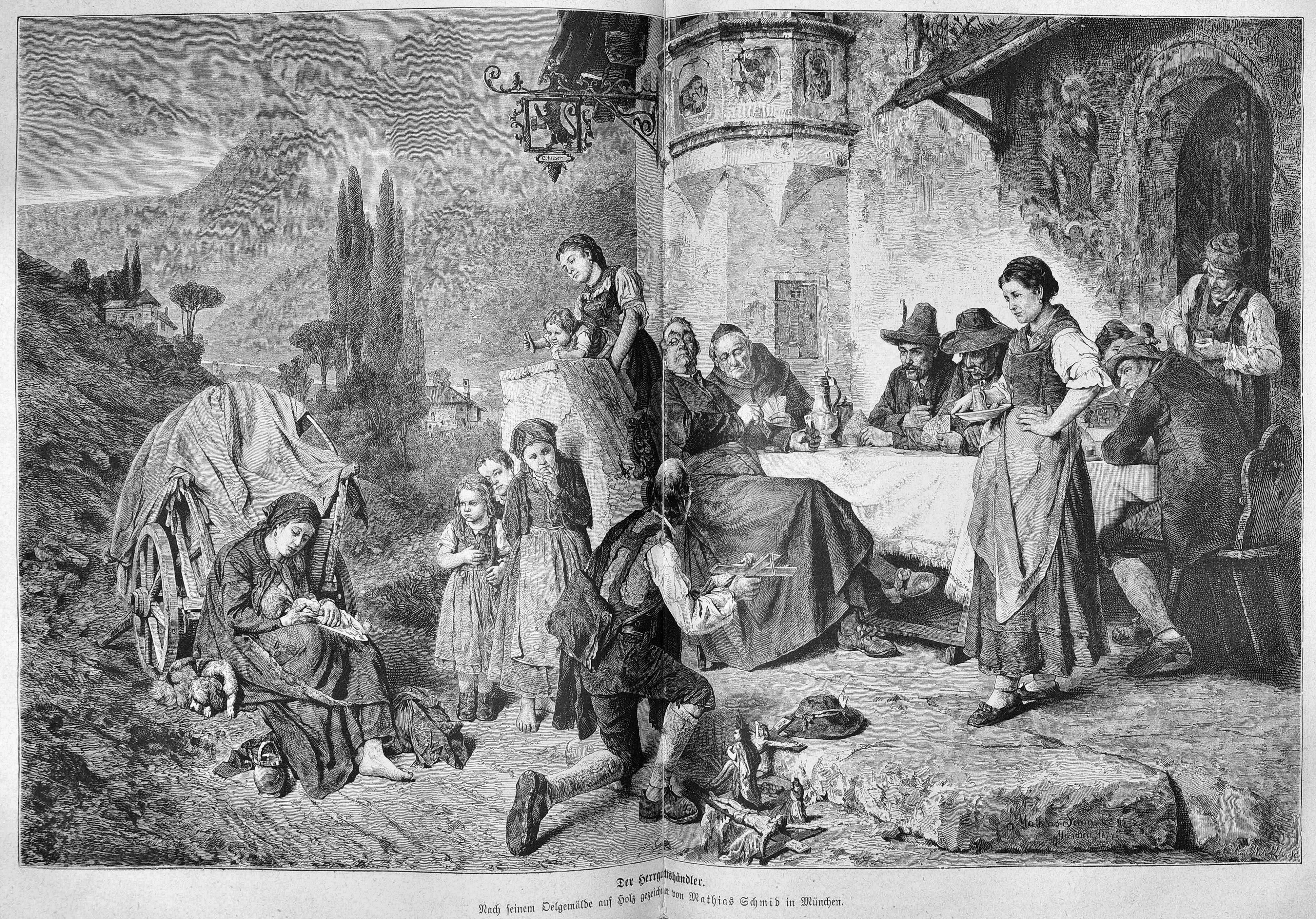
Stich nach Mathias Schmid, Der Herrgottshändler, 1875, aus der Zeitschrift „Die Gartenlaube“

- Der Herrgottshändler (1875)

- Der Ehrenschub, 1875, Museum Georg Schäfer, Schweinfurt
- Sittenrichter
- Der Traum des Einsiedlers (Szépművészeti Múzeum, Budapest)

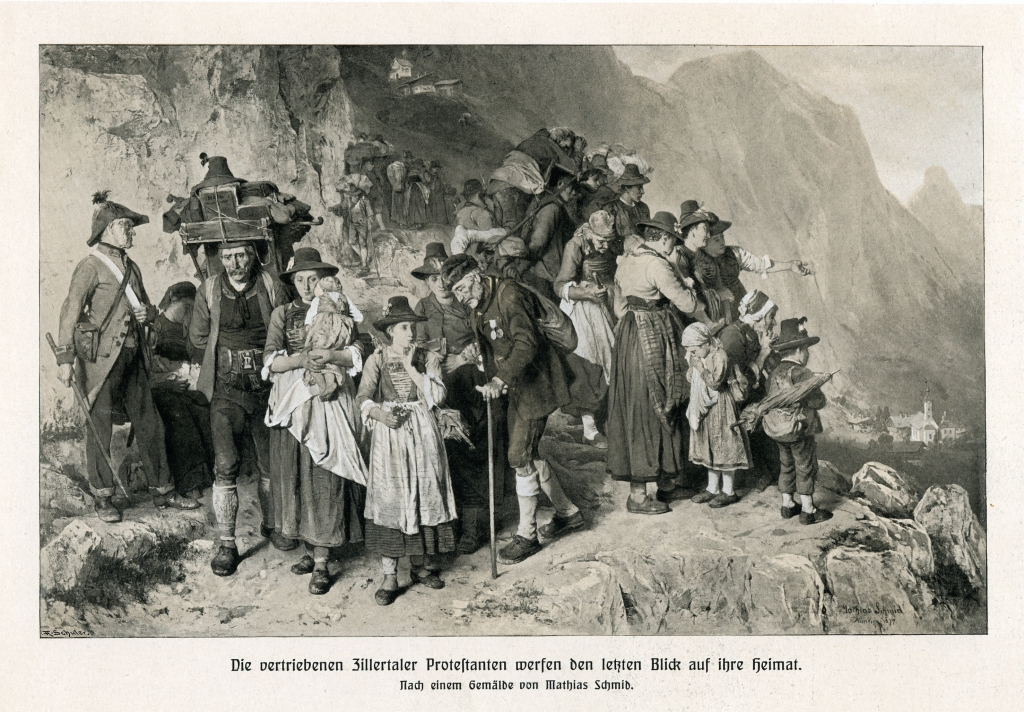
Stich nach Mathias Schmid, Die Vertreibung der Zillertaler Protestanten im Jahr 1837. Letzter Blick in die Heimat, 1877

- Die Vertreibung der Zillertaler Inklinanten im Jahr 1837. Letzter Blick in die Heimat (1877, Tiroler Landesmuseum Ferdinandeum)

- Das Verlöbnis (1879)

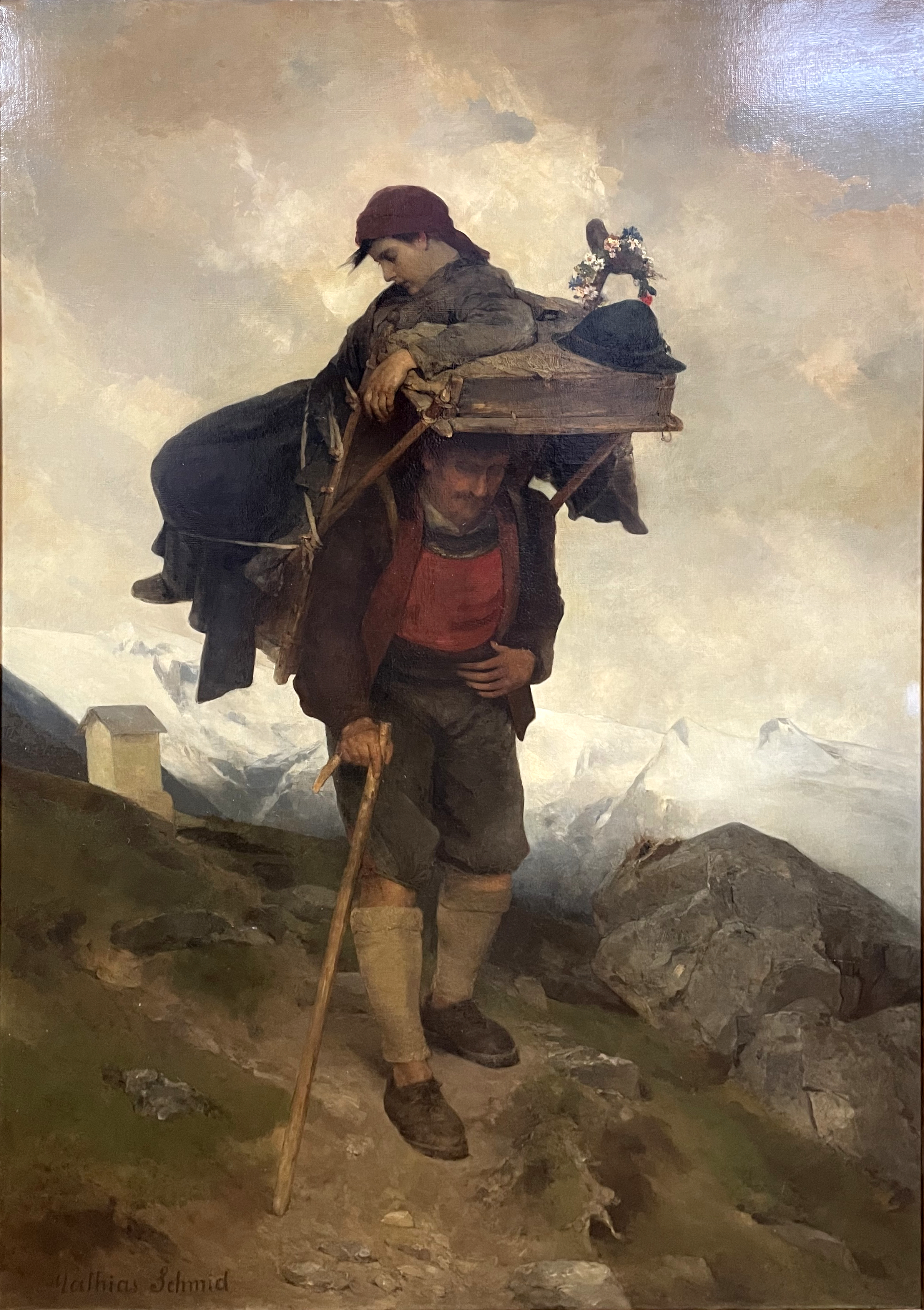
Mathias Schmid, Gang zur Wallfahrt, Gemeinde See, Leihgabe an das Museum Galerie Schloss Landeck

- Der Gang zur Wallfahrt (Schlossmuseum Landeck)

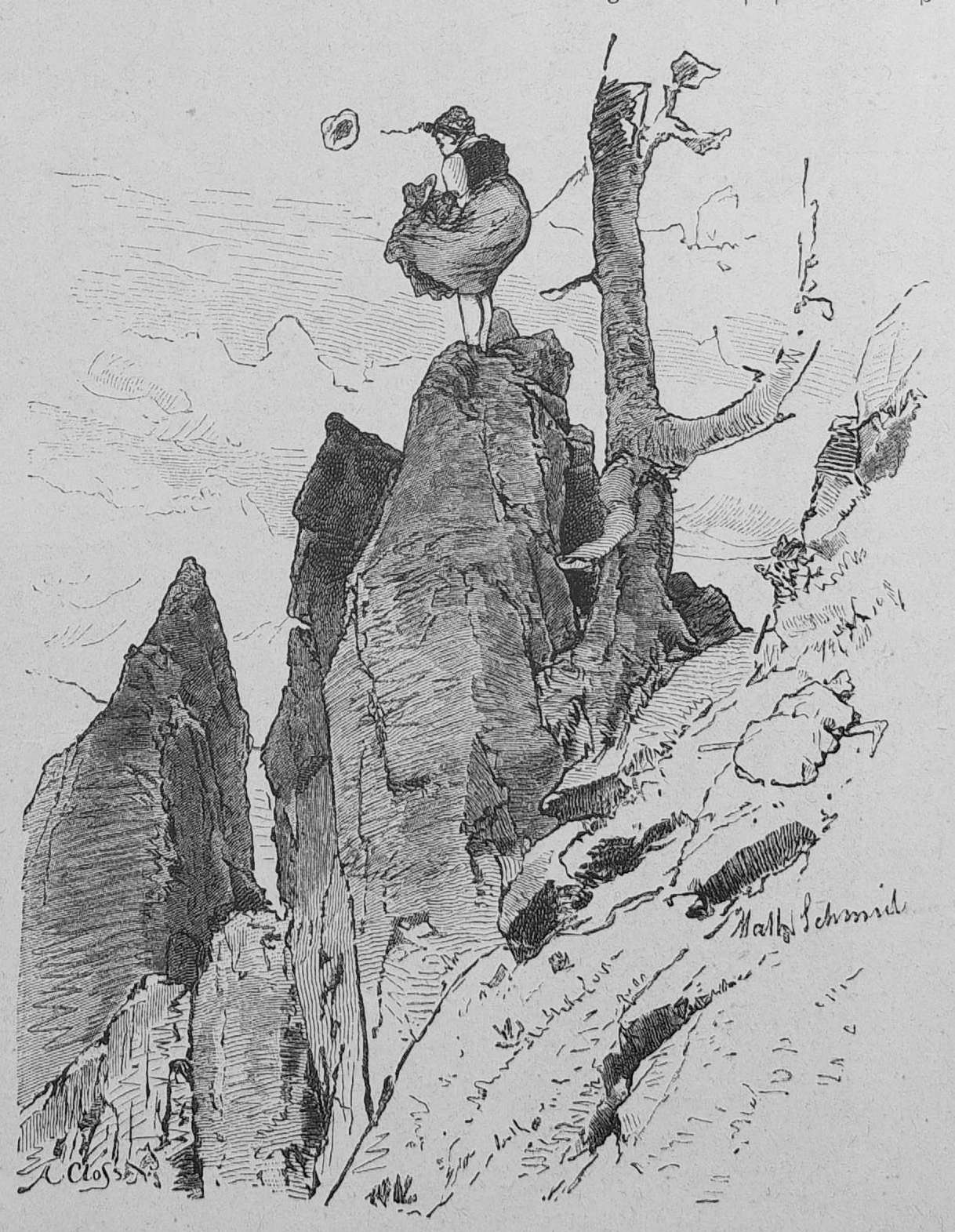
Mathias Schmid, Die Felsen von Saßgalun, Illustration aus der Zeitschrift „Die Gartenlaube“, 1885, S. 36.

- Die Felsen von Saßcalun (=Sassgalun)[12], Zeichnung für die Zeitschrift „Die Gartenlaube“, 1885

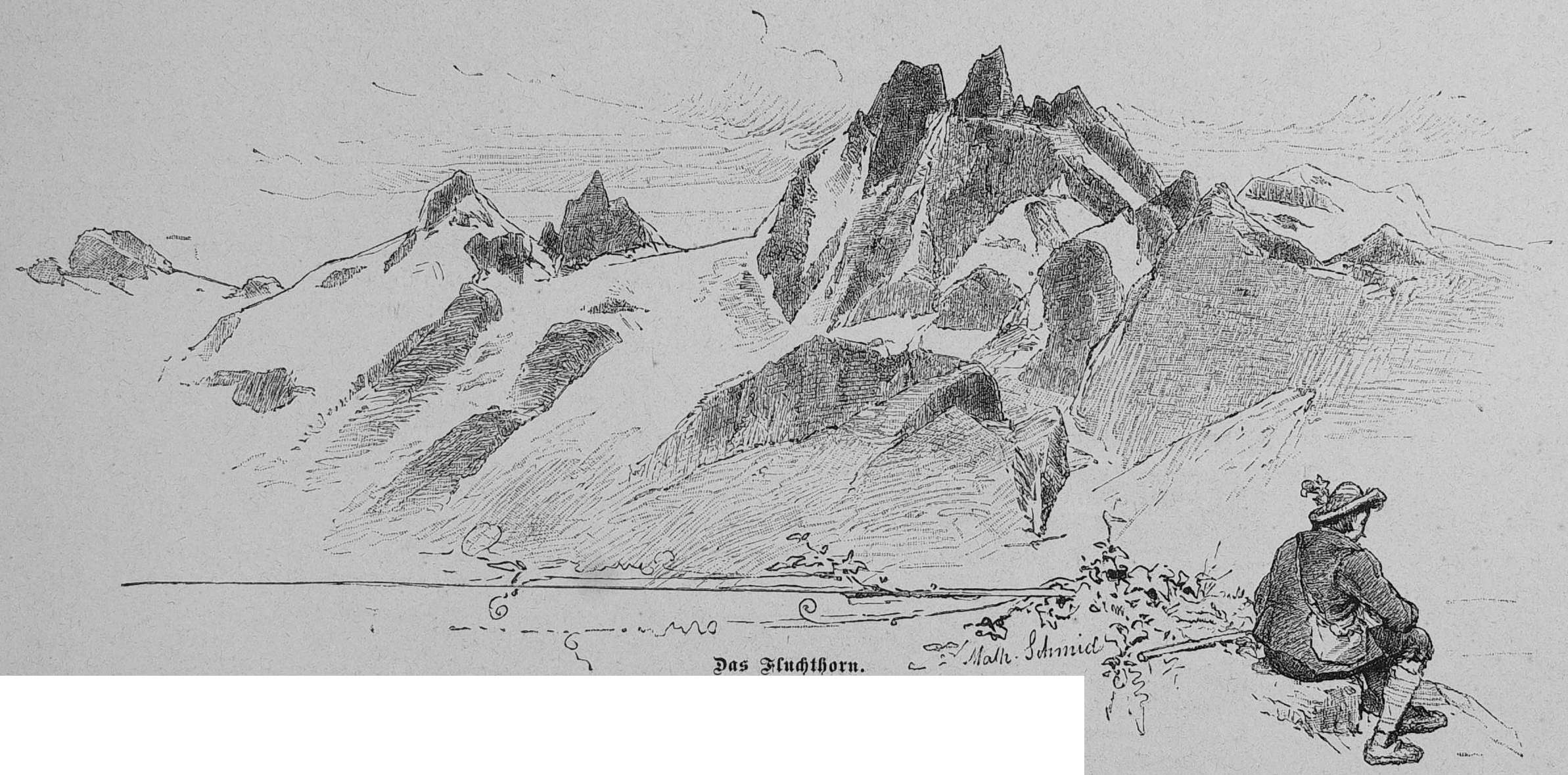
Mathias Schmid, Fluchthorn, Illustration aus der Zeitschrift „Die Gartenlaube“, 1885, S. 363

- Fluchthorn, Zeichnung für die Zeitschrift „Die Gartenlaube“, 1885

- Naturstudie aus dem Jamtal, Zeichnung, 1885, Städtische Galerie im Lenbachhaus und Kunstbau München

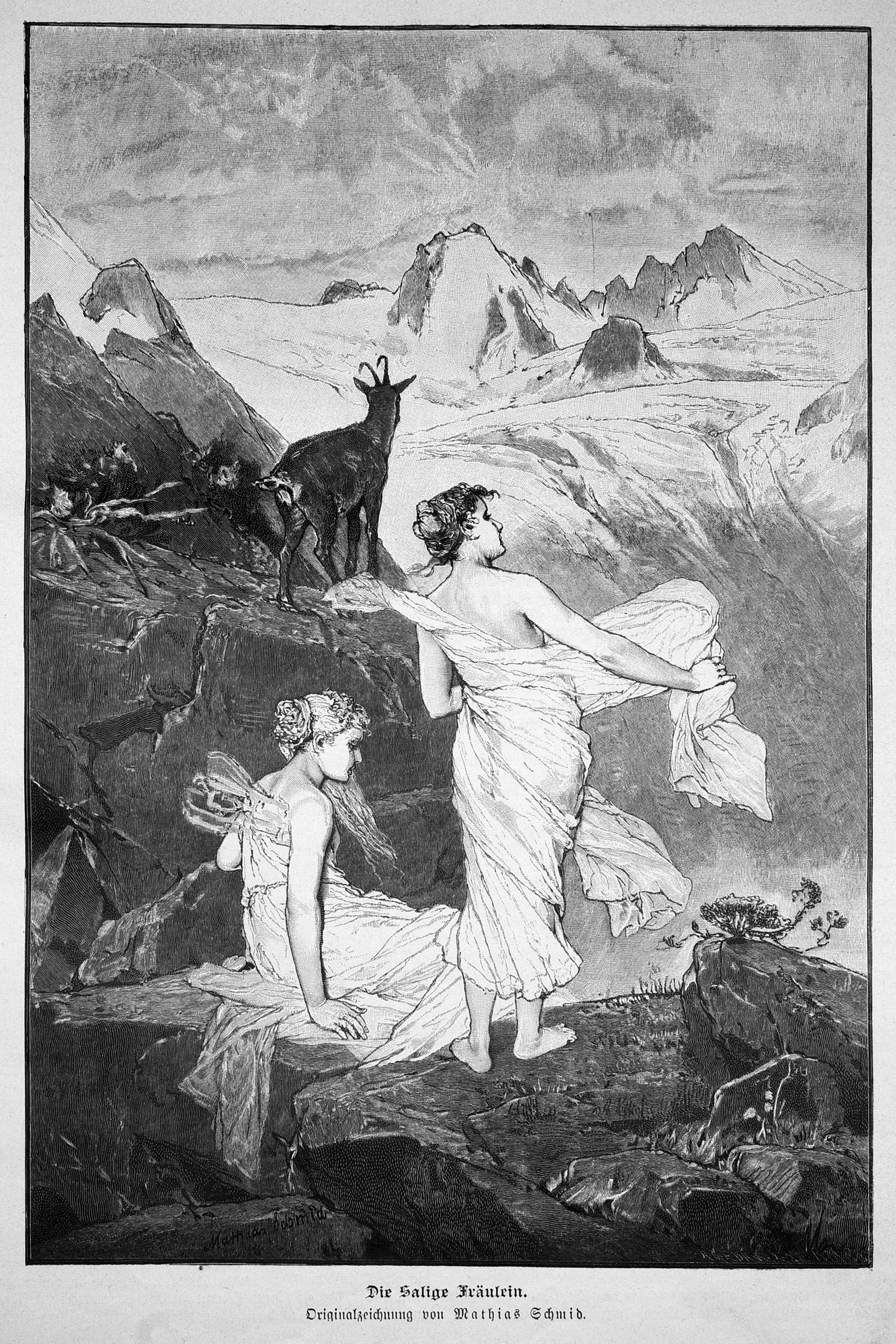
Mathias Schmid, Die salige Fräulein, aus der Zeitschrift „Die Gartenlaube“, 1887, S. 13.

- Die salige Fräulein, Zeichnung für die Zeitschrift „Die Gartenlaube“, 1887

- Feuerb’schau, 1888, Städtische Galerie im Lenbachhaus und Kunstbau München

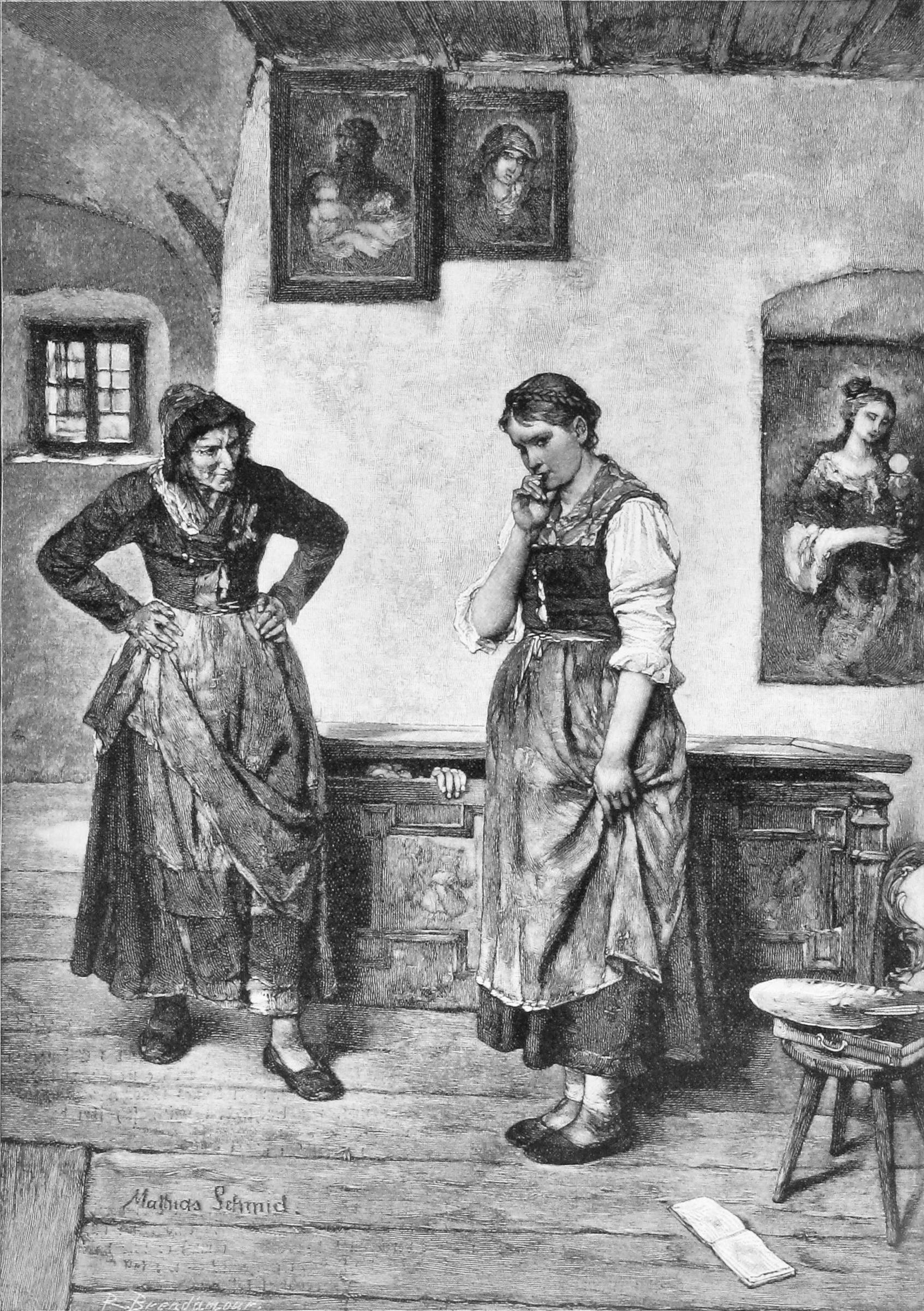
Stich nach Mathias Schmid, Auf der Studienreise, 1890, aus der Zeitschrift „Die Gartenlaube“, 1890, S. 745

- Auf der Studienreise, 1890